# Токелауански језик
Токелауански језик припада породици аустронезијски језика и говори се на острвској територији Токелау, једним делом Самои и на Новом Зеланду. Сличан је тувалуанском језику. Укупно има око 3.500 говорника. Дели се на три дијалекта према атолима на којима се говори - Атафу, Нукунону, Факаофо.